# Whitechapel
Whitechapel er et område i det centrale London, ret øst for Londons gamle bymur, og en af Londons første forstæder. Området har navn efter et lille kapel – St Mary Matfelon – bygget en gang i middelalderen i nærheden af dagens Aldgate East undergrundsstation. Kapellet var bygget i hvid sten og gik på folkemunde under navnet White Chapel. Whitechapel er en del af bydelen Tower Hamlets og har heller aldrig været nogen administrativ enhed, men kan afgrænses mod nord af Old Montagu Street, mod øst ad Brady Street og Cavell Street og mod syd af Cable Street.

## Ældre tid
Mod sluttingen af 1500-tallet var Whitechapel og områderne rundt omkring i færd med at blive Londons beskidte østkant, mens udviklingen i Westminster trak den velstående del af befolkningen vestover. Whitechapel og østkanten tiltrak sig virksomheder som stampeværk, slagterier, garverier, bryggerier og støberier, iberegnet klokkestøberiet Whitechapel Bell Foundry, som fortsat eksisterer. Whitechapel Bell Foundry har støbt klokkerne i Big Ben og Frihedsklokken i Philadelphia.